# Pojedynek rewolwerowców
Pojedynek rewolwerowców (ang. A Gunfight) – amerykański western z 1971 roku w reżyserii Lamonta Johnsona.

## Fabuła
Abe Cross przybywa do miasteczka Bajo Rio, gdzie wraz z rodziną mieszka Will Tenneray. Obaj mężczyźni są bardzo znanymi rewolwerowcami, dlatego wraz z pojawieniem się Crossa mieszkańcy miasteczka zaczynają stawiać zakłady na pojedynek obydwóch kowbojów. Abe i Will mimo że zaczynają darzyć się sympatią decydują się na sprzedaż biletów na swój pojedynek.

## Obsada
- Kirk Douglas – Will Tenneray[2]
- Johnny Cash – Abe Cross[2]
- Jane Alexander – Nora Tenneray
- Karen Black – Jenny Sims
- Dana Elcar – Marv
- Raf Vallone – Francisco Alvarez
- Eric Douglas – Bud Tenneray
- Robert J. Wilke – Szeryf Tom Cater
- Paul Lambert – Ed Fleury